# Saulaspis bistrilineata
Saulaspis bistrilineata es una especie de insecto coleóptero de la familia Chrysomelidae.
Fue descrita científicamente en 1854 por Boheman.